# Yunnan Lifan Junma Vehicle

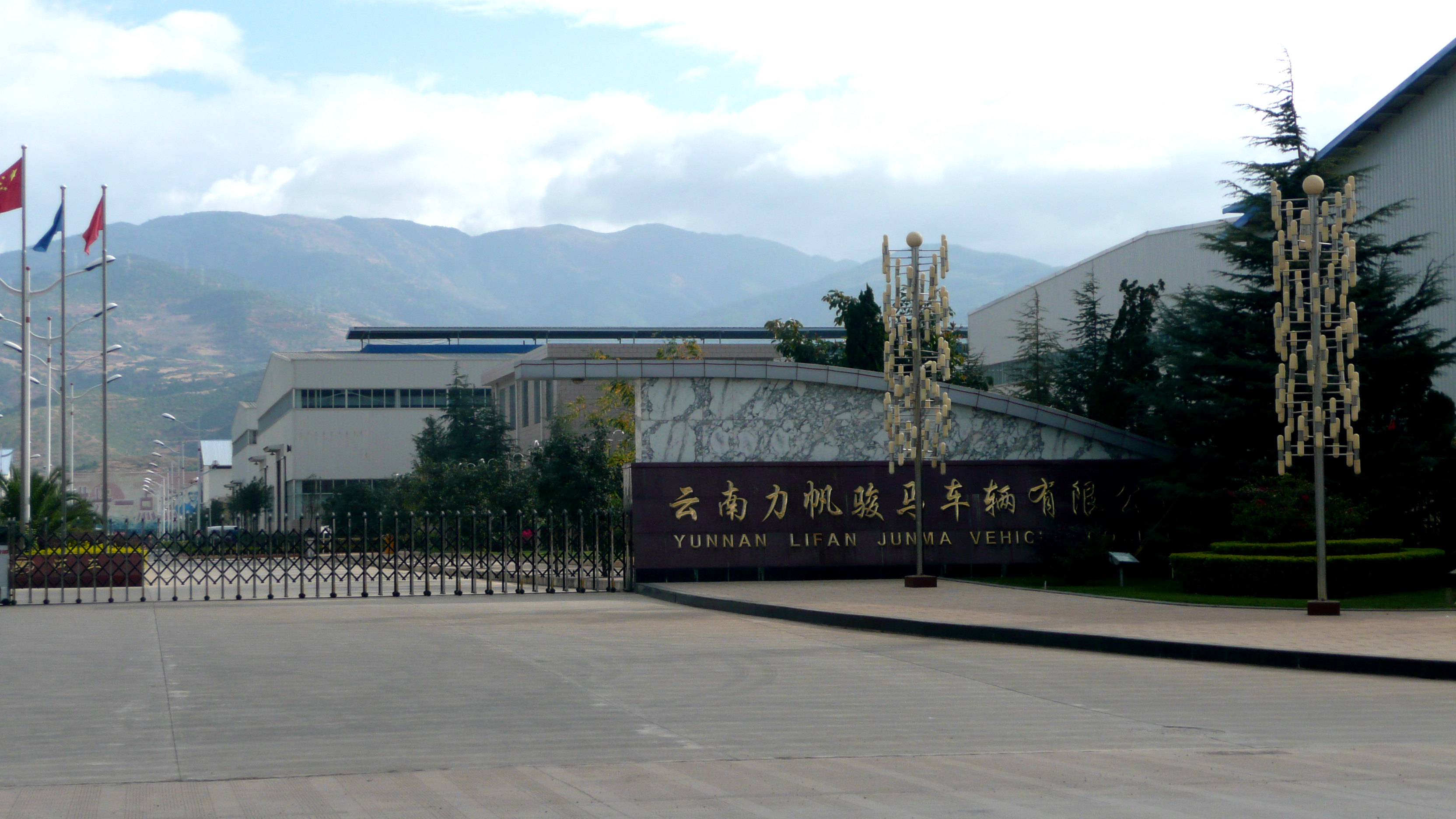
Lifan Yunma Fahrzeugwerk

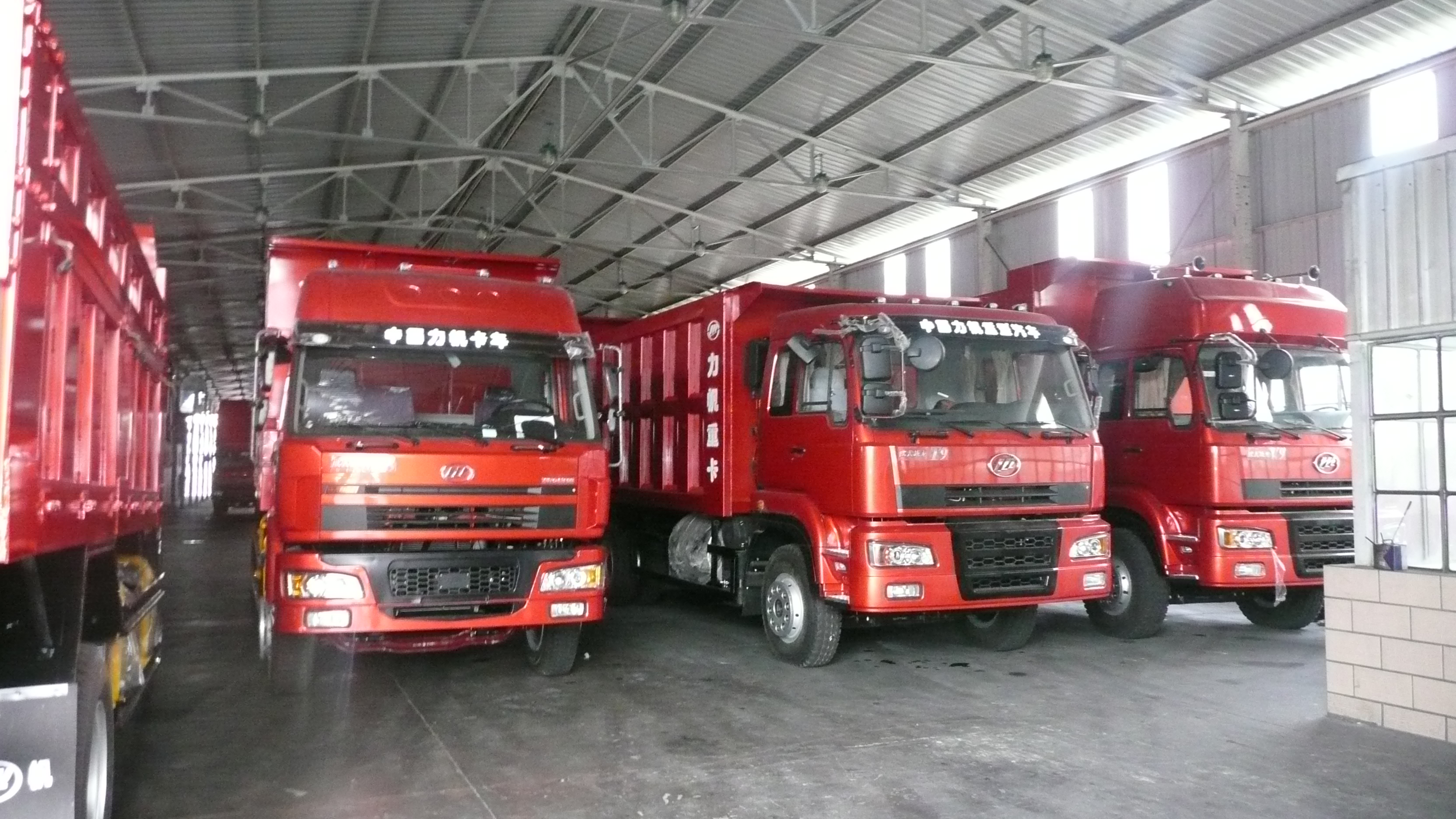
Lifan Yunma Fahrzeugwerk

Das Yunnan Lifan Junma Vehicle Co., Ltd. (chinesisch 云南力帆骏马车辆有限公司) ist ein im Dali Innovations- und Industriepark ansässiger chinesischer Hersteller zur Produktion und zum Vertrieb von leichten und schweren Kraftfahrzeugen sowie Traktoren. Es handelt sich um ein Joint Venture zwischen der Lifan Group in Chongqing und der Handelsfirma Junma aus Dali, das im Jahre 2004 mit einer Investition von 690 Millionen RMB gegründet wurde. Junma handelte bis zum Jahr 2000 mit Traktoren und begann danach mit der Montage von Traktoren sowie Lkw.
Das registrierte Kapital beträgt 300 Millionen RMB. Auf einer Fläche von 126 Hektar sind 8.600 Mitarbeiter (2010) tätig. Das Unternehmen verfügt über zwei Standorte in der Provinz Yunnan sowie einen im Aufbau befindlichen Produktionsstandort in Guizhou. Insgesamt werden 120 verschiedene Typen von Lastkraftwagen sowie landwirtschaftliche Transportfahrzeuge und Traktoren mit CCC-Zertifizierung hergestellt.
Das Unternehmen verfügt über eine eigene Export-Import-Firma sowie ein ausgedehntes Vertriebsnetz in China, in Süd- und Südostasien sowie in Afrika.
Seit 2008 gehört das Lifan Junma Fahrzeugwerk nach eigener Darstellung zu den zehn größten Automobilproduzierenden Unternehmen Chinas. Bei der Produktion und dem Verkauf von Traktoren nimmt es auf Landesebene den Platz 5 und in Yunnan den ersten Platz ein. Für den 11. Fünfjahrplan (2006–2010) strebt das Unternehmen die Produktion von 100.000 Lastkraftwagen unterschiedlichen Typs und von 100.000 Traktoren sowie einen Umsatz von 10 Milliarden RMB an.

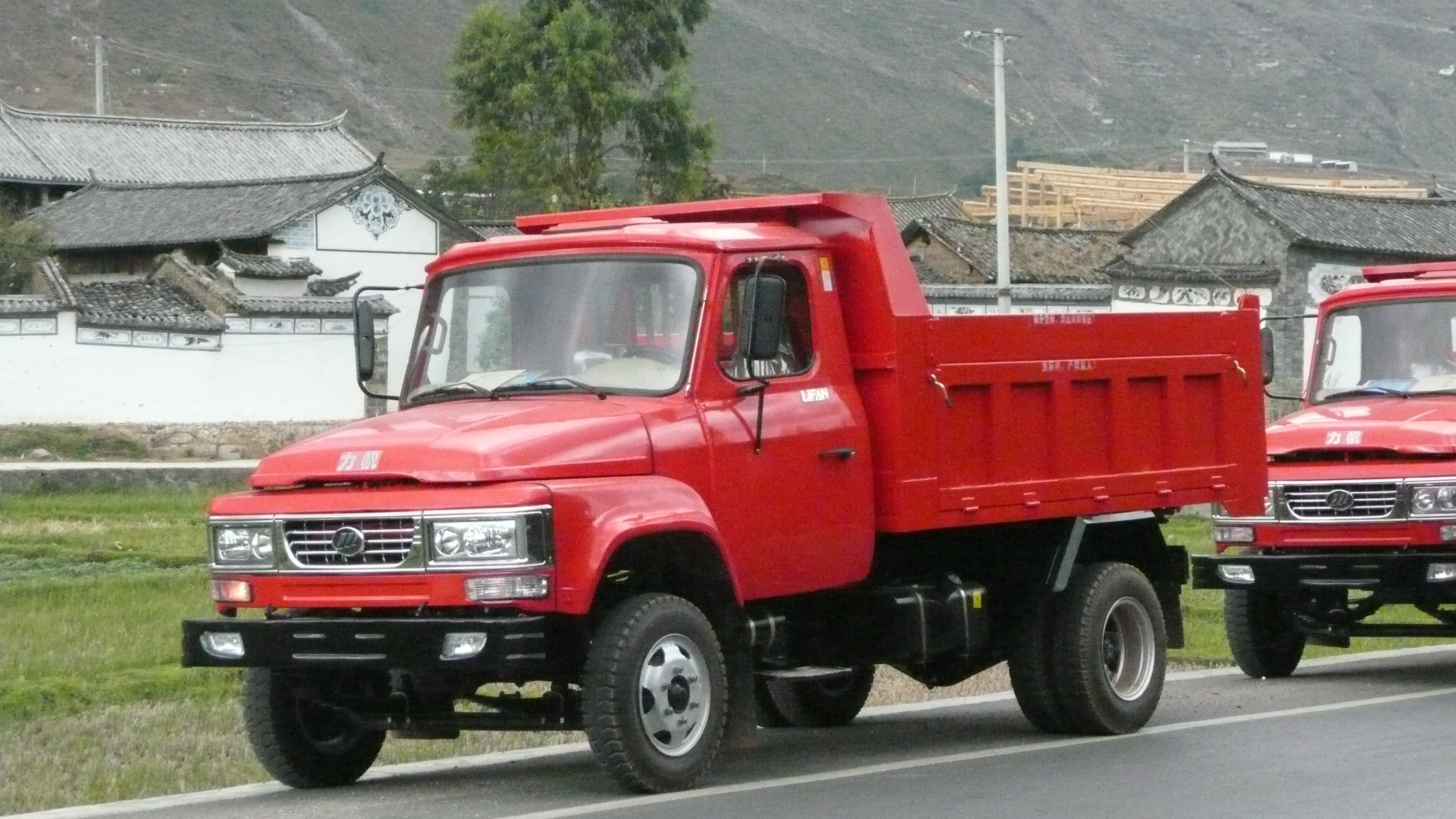
Lifan Lkw - F1
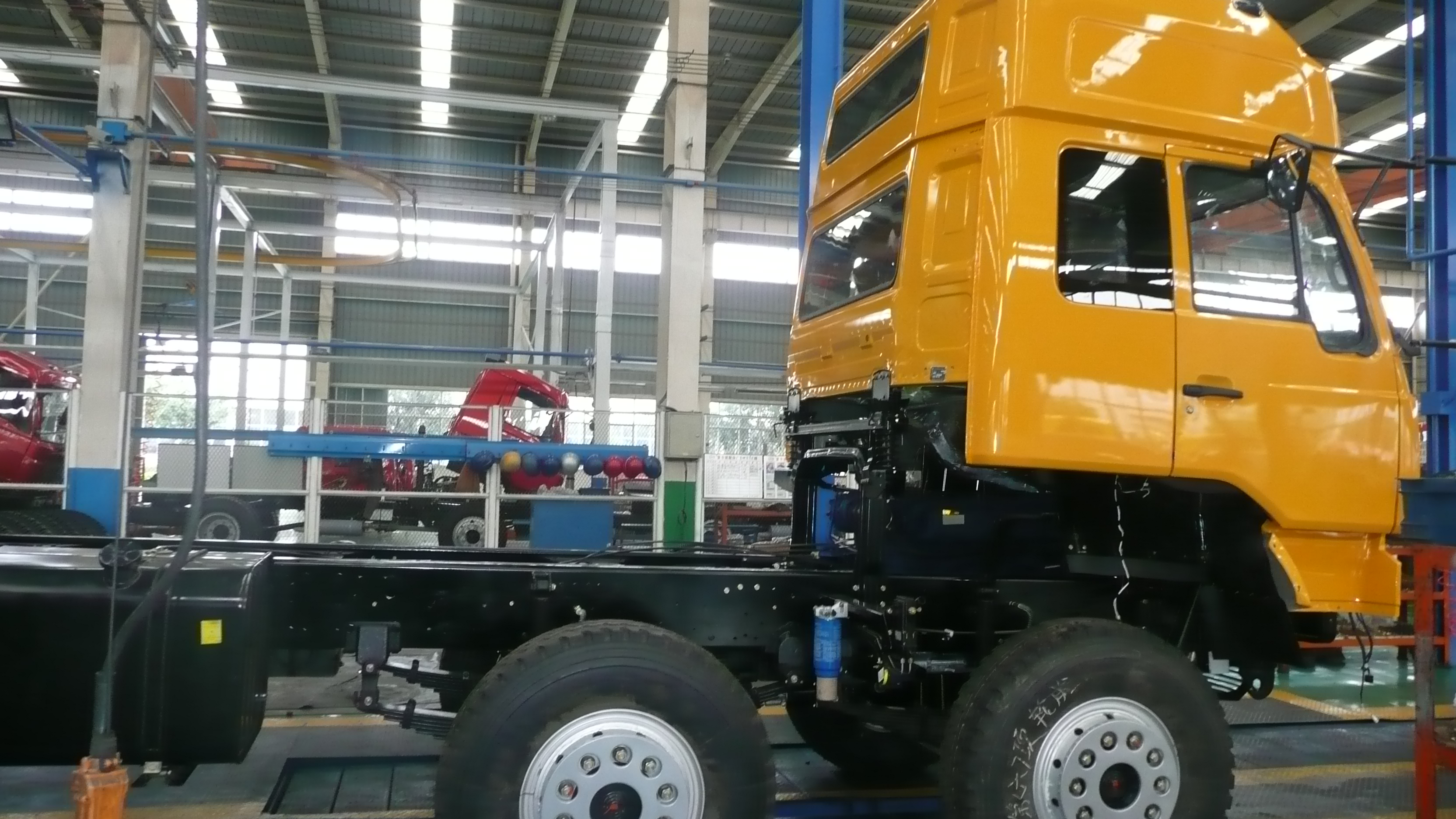
Lifan Lkw - T9
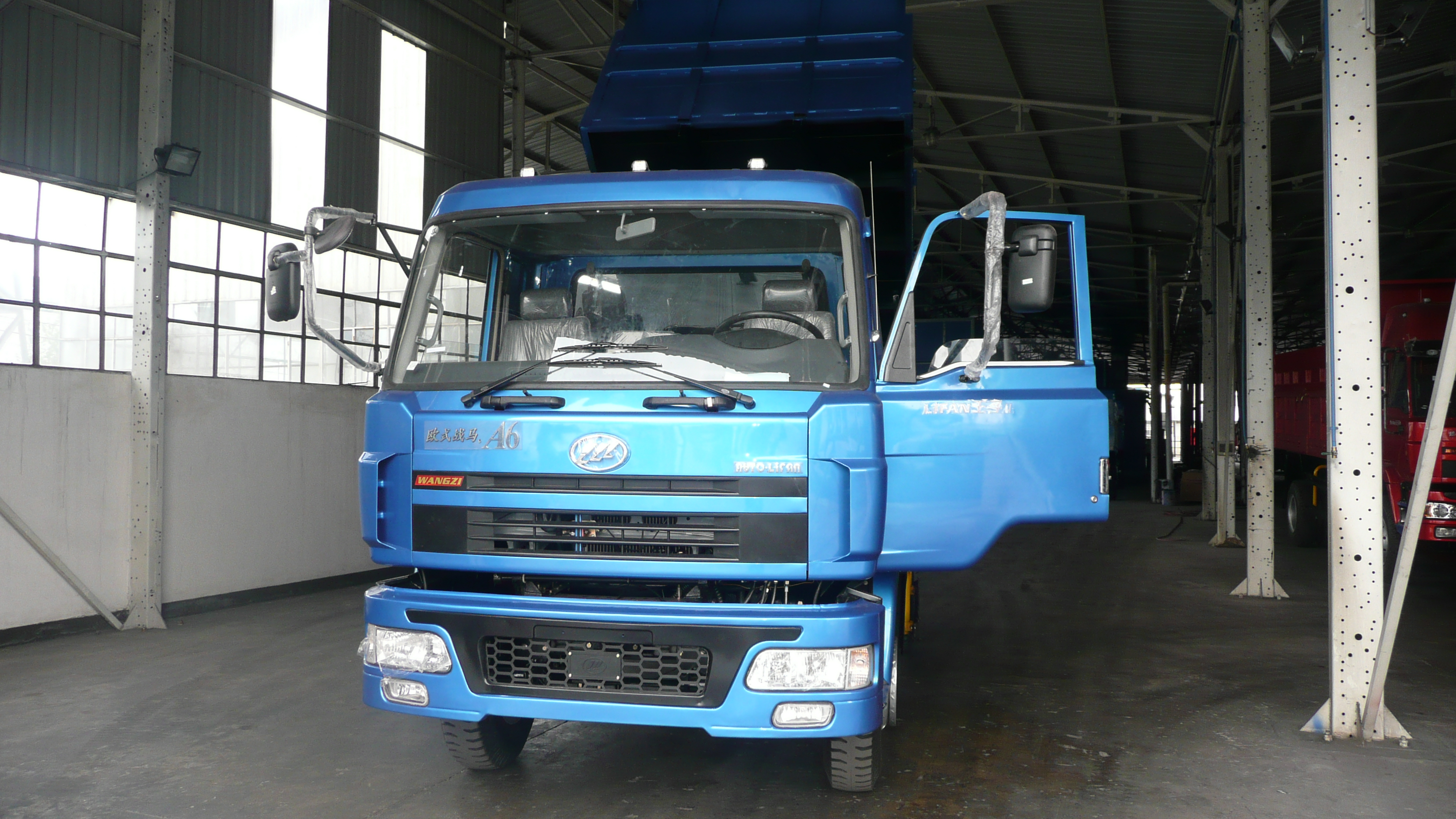
Lifan Lkw - A6
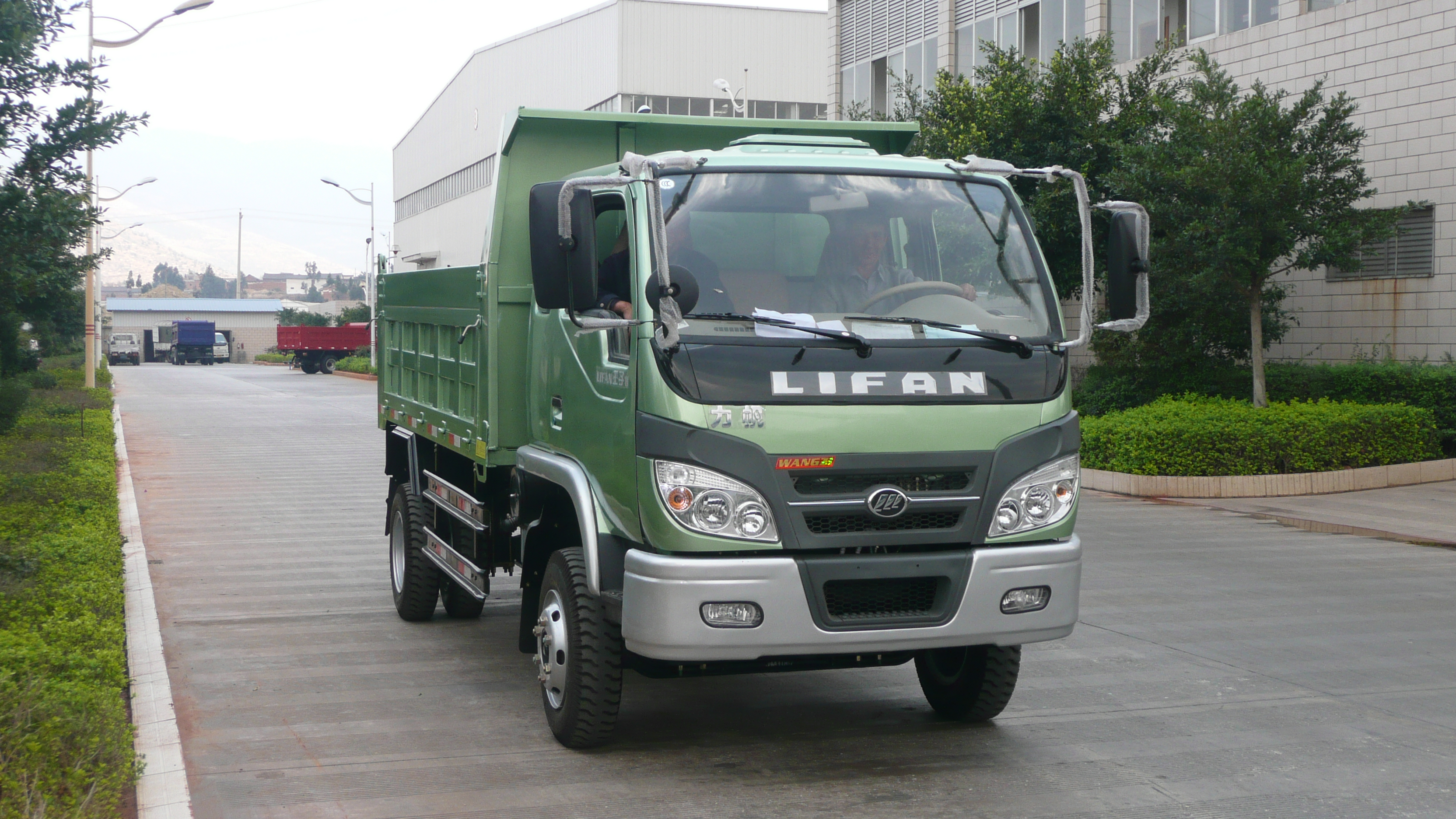
Lifan Lkw - G2